# Achrus iljiniae
Achrus iljiniae är en insektsart som beskrevs av Alexander Fyodorovich Emeljanov 1975. Achrus iljiniae ingår i släktet Achrus och familjen dvärgstritar. Inga underarter finns listade i Catalogue of Life.